# Pinkwashing

El rosa ha sido desde los años 1970 un color asociado con el activismo LGBTI.

Pinkwashing (del inglés pink, rosa, y whitewash, blanquear o encubrir), lavado rosa o lavado de imagen rosa, es un término que en el contexto de los derechos LGBT se refiere a la variedad de estrategias políticas y de márquetin dirigidas a la promoción de instituciones, países, personas, productos o empresas apelando a su condición de simpatizante LGBT con el objetivo de ser percibidos como progresistas, modernos y tolerantes.
La expresión es especialmente utilizada por algunos sectores para referirse a un supuesto lavado de imagen del estado de Israel que, promocionando a su población LGBTI, soslaya la violación sistemática de los derechos humanos de la población palestina según la opinión de algunas fuentes. A través de proyectar la apariencia de ser un territorio gay-friendly, la población LGBTI puede llegar a sentirse identificada con las posiciones políticas del Estado (homonacionalismo), participar de la islamofobia institucionalizada al considerar que la población musulmana es necesariamente homófoba u obviar la discriminación sufrida en su propio país.
El término fue originalmente acuñado por la Breast Cancer Action para identificar a las empresas que aseguraban apoyar a las mujeres con cáncer de mama, mientras que en realidad pretendían obtener mayores beneficios y mejorar su imagen de marca al incorporar a su publicidad una causa benéfica.